# Pantà de Santa Fe
El pantà de Santa Fe és un embassament que pertany a la riera de Santa Fe a la conca del riu la Tordera, el més gran de la seva conca, creat per una presa situada al municipi de Fogars de Montclús, a la comarca del Vallès Oriental.
El propietari de la presa és PICSSA (Polígono Industrial Can Sedó, S.A.). La presa va estar abandonada durant molts anys. Va ser construïda a la dècada de 1920. PICSSA la va comprar a principis del a dècada de 1990 recolzant-se en la Ley de centrales. Des que PICSSA es va fer càrrec de la presa s'han portat a terme tot un seguit d'actuacions de reparació i manteniment: impermeabilització de nombroses filtracions, tractant el parament d'aigua amunt; rehabilitació de la coronació de la presa; rehabilitació de les dos centrals; reparació del desguàs de fons i col·locació d'una segona comporta; instal·lació d'un grup electrogen i il·luminació de la galeria.
A principis del segle xx, Ramon de Montaner i Vila, un editor de Barcelona, va comprar la vall de Santa Fe a la família Alfaras de Sant Celoni. Montaner volia construir un hotel de luxe dissenyat per l'arquitecte Pere Domènech i Roura, que es va aixecar entre el 1912 i 1914 al costat de l'antiga ermita de Santa Fe del Montseny. Com que no hi havia electricitat, va fer construir una presa prop del nou edifici que avui es coneix com l'Estanyol. L'Estanyol aviat va ser insuficient i el 1920 es va iniciar la construcció d'un segon pantà dissenyat per Pere Domènech que va ser acabat el 1935, integrat en l'entorn natural. Aquest és l'actual Pantà de Santa Fe. Construït en la riera de Santa Fe, la presa té 24 m d'altura, 14 m de base i 0,9 hm³ de capacitat.Per a la construcció de l'hotel i del pantà es va usar granit extret de la mateixa vall.

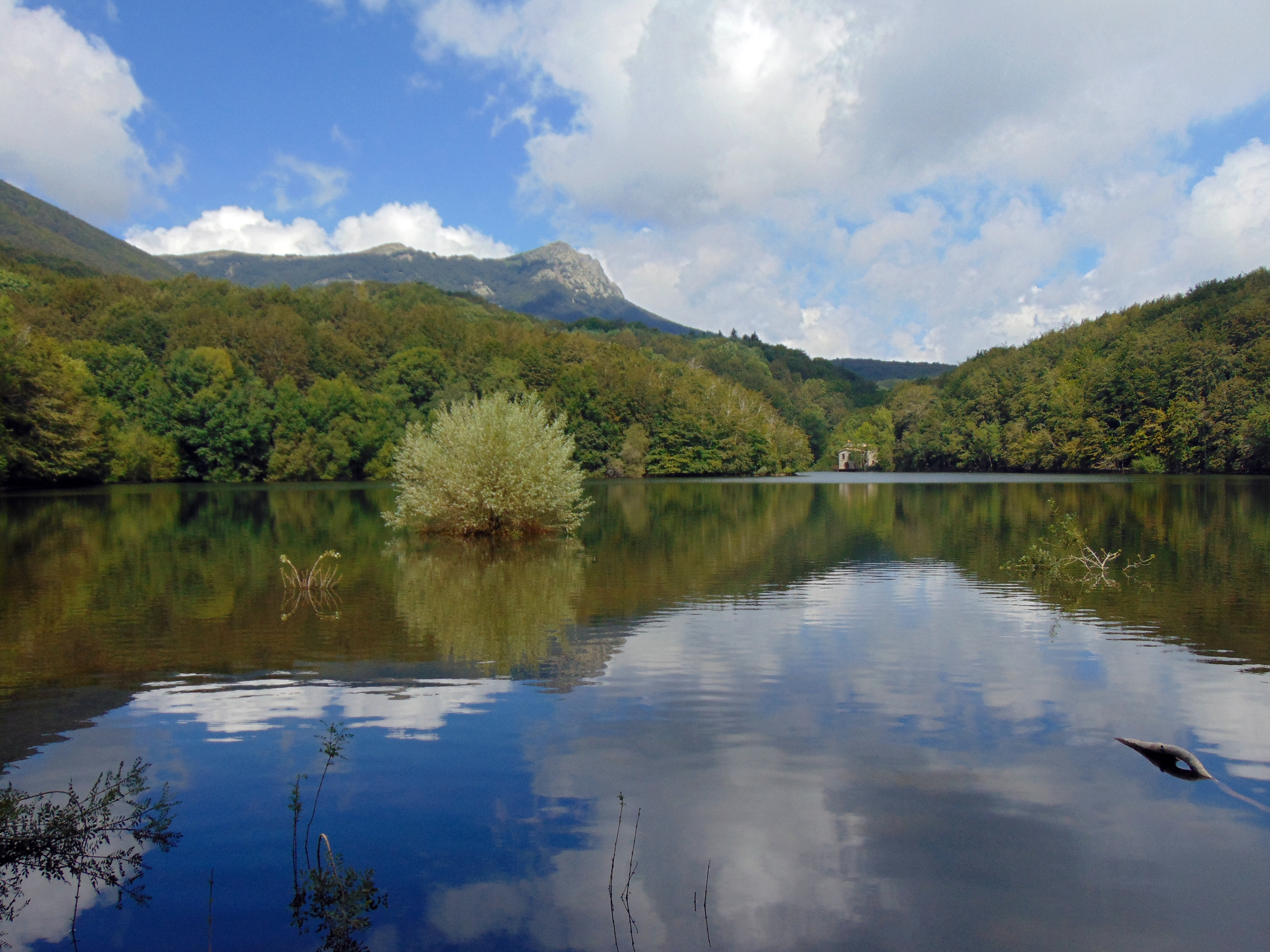
Embassament des de la presa i Les Agudes al fons